# Chaetophthalmus ruficeps
Chaetophthalmus ruficeps är en tvåvingeart som först beskrevs av Macquart 1847.  Chaetophthalmus ruficeps ingår i släktet Chaetophthalmus och familjen parasitflugor. Inga underarter finns listade i Catalogue of Life.